# Иван Бурин
Иван Бурин, псевдоним на Иван Трифонов Алексиев, е български поет.

## Биография и творчество
Иван Трифонов Алексиев е роден на 25 декември 1912 г. в село Ребърково, Врачанско. Следва ветеринарна медицина и право в Софийския университет. Избран е в Централното ръководство на БОНСС и е един от редакторите на в. „Студентско знаме“ (1930 – 1935) и в. „Академик“ (1936 – 1939). Член на БКП от 1938 г.
Печата за пръв път в сп. „Трезвост и култура“ (1935 – 1936) през 1935 г. Участва във Втората световна война като военен писател – за нея написва сборниците с очерци „Как минахме Драва“ (1945), „С Григорий Орда на Драва“ (1972). Редактор в изд. „Български писател“ (1960 – 1965). Работи и в областта на фолклористиката и литературната история.
Заслужил деятел на културата (1965). Носител на Димитровска награда за 1951 г. и на орден „Народна република България“ І степен (1973).
Иван Бурин се самоубива на 78 години на 15 април 1991 г.

## Произведения

### Стихосбирки
- „Мана“ (1938)
- „Плодът изкърши клоните“ (1939)
- „Пролетта и трактористът“ (1950)
- „Огньовете на Бузлуджа“ (1952)
- „Песента се връща над полята. Избрани стихове“ (1958)
- „Марко Кралевити“ (1959)
- „Къде расте разковничето. Избрани стихове“ (1962)
- „С твоя глас, майко“ (1964)
- „Под българско небе“ (1966)
- „Лято“ (1968)
- „Цветовете на дъгата“ (1972)
- „Лозето на българина. Избрани стихове“ (1973)
- „Вечерни аромати“ (1980)

### Романи
- „Стоян Глога“ (1968)

### Сатира
- „Сол и пипер“ (1962) – басни, сатири и епиграми

### Документалистика
- „По неравни профили. Пътят на Пеню Генчев“ (1950),
- „Горо ле, майко хайдушка. Народни песни“ (1953), в съавторство с Димитър Осинин
- „Ботев и народният поетичен гений“ (1954)
- „Народно творчество и художествена литература“ (1967)
- „Български народни песни“ (1970)
- „Поезия – участ и съдба“ (1972)
- „Има една песен… Мисли за поета и човека Николай Хрелков“ (1975)